# Emma van Bohemen
Emma van Bohemen (ca. 945 - 1006) was de vrouw (of een van de vrouwen) van hertog Boleslav II van Bohemen.
Na de dood van Boleslav in 999 verbleef Emma in de Praagse burcht. Nadat Boleslav III van Bohemen aan de macht was gekomen liet hij zijn broer Jaromír van Bohemen castreren en probeerde hij zijn tweede broer Oldřich van Bohemen te laten verdrinken. Emma vluchtte met Jaromír en Oldřich naar het hof van keizer Hendrik II de Heilige. De Boheemse adel vroeg Emma om terug te keren en met Duitse steun werd Boleslav III in 1003 verdreven. Hij kwam echter direct terug met een Pools leger onder aanvoering van Bolesław I van Polen, en Emma moest opnieuw vluchten. In 1004 lukte het de keizer om ook Bolesław te verdrijven en konden Emma en haar zoons terugkeren. Na 1004 verbleef ze op haar weduwengoed Mělník, waar ze een klooster stichtte en munten met haar eigen naam liet slaan. Deze munten hadden het opvallende opschrift "ENMA REGINA" (koningin Emma), terwijl ze toch weduwe van een hertog was. Zij overleed aan een koorts in 1006.
Er zijn verschillende directe en indirecte aanwijzingen die meer vertellen over het leven van Emma:
- de Vita van Ulrich van Augsburg (begonnen in 983) verhaalt dat de vrouw van Boleslav hulp vroeg aan Ulrich vanwege de ziekte van haar kind. Het kind bleef in leven en het volgende kind van het echtpaar werd als dank naar Ulrich vernoemd (Oldřich van Bohemen). Boleslav zond als dank vijf pond zilver en een muildier met een lading was naar Augsburg, de moeder voegde daar gouden munten aan toe.
- de Chronica Boemorum (Kroniek van Bohemen) vermeldt haar met de naam Emma in 998 (als een vrouw van edele afkomst), in 999 (als aanwezige bij het overlijden van Boleslav) en in 1006 bij haar overlijden met vermelding van haar grafschrift ("Emma, juweel van het vrouwelijk geslacht").
- Emma wordt vermeld als de opdrachtgever van het Wolfenbütteler manuscript, een rijk uitgevoerde en rijk geïllustreerde kopie van de tekst van de legende van Wenceslaus de Heilige. De oorspronkelijke tekst is ca. 980 opgesteld door bisschop Gumpold van Mantua. De stijl van het manuscript wijst op productie in Fulda (stad) of Hildesheim (stad). De tekst van de opdracht luidt: "De eerbiedwaardige vorstin Emma liet dit boekje vervaardigen voor haar zielenheil en ter ere van de gezegende martelaar Wenceslaus".

De afkomst van Emma is onbekend maar is wel onderwerp van veel speculatie. Er zijn drie theorieën:
- De oudste theorie stelt dat ze een dochter was van Koenraad van Bourgondië. Argumenten hiervoor zijn de typisch Frankische naam Emma en de goede band met keizer Hendrik II, die in dat geval haar neef zou zijn.
- Een tweede theorie is dat ze een dochter was van de Angelsaksische koning Eduard de Oudere. Argument hiervoor is dat er Boheemse munten zijn gevonden uit de jaren 960/970 met het opschrift "ADIVA". Dit wordt in verband gebracht met Eduards dochter Aelgifu/Aedgifu die in 929 door haar broer Athelstan van Engeland met haar zuster Editha van Wessex naar het hof van keizer Otto I de Grote werd gezonden. Otto koos Editha als vrouw en volgens de kronieken trouwde Aelgifu met "een prins bij de Alpen". Tegen deze theorie spreekt dat Boleslav II in 929 nog maar een klein kind was.
- Een derde theorie is dat zij dezelfde is als Emma van Italië. Toen zij koningin was van Frankrijk, waren er al munten geslagen met de tekst "EMMA REGINA". Na de dood van haar man Lotharius van Frankrijk in 986, beschuldigde haar zoon Lodewijk V van West-Francië haar van betrokkenheid bij zijn dood en verdreef haar van het hof. Ze zou dan in een tweede huwelijk met Boleslav II zijn getrouwd. Dat zou betekenen dat de kinderen van Boleslav van een of meerdere vrouwen zijn. Wel biedt deze theorie een verklaring voor het opschrift van haar eigen munten in Mělník.

Het is onduidelijk of de kinderen van Boleslav ook (allemaal) kinderen van Emma zijn. Het geweld van Boleslav III tegen Jaromir en Oldřich lijkt er bovendien op te wijzen dat ze halfbroers waren.